# First Daughter

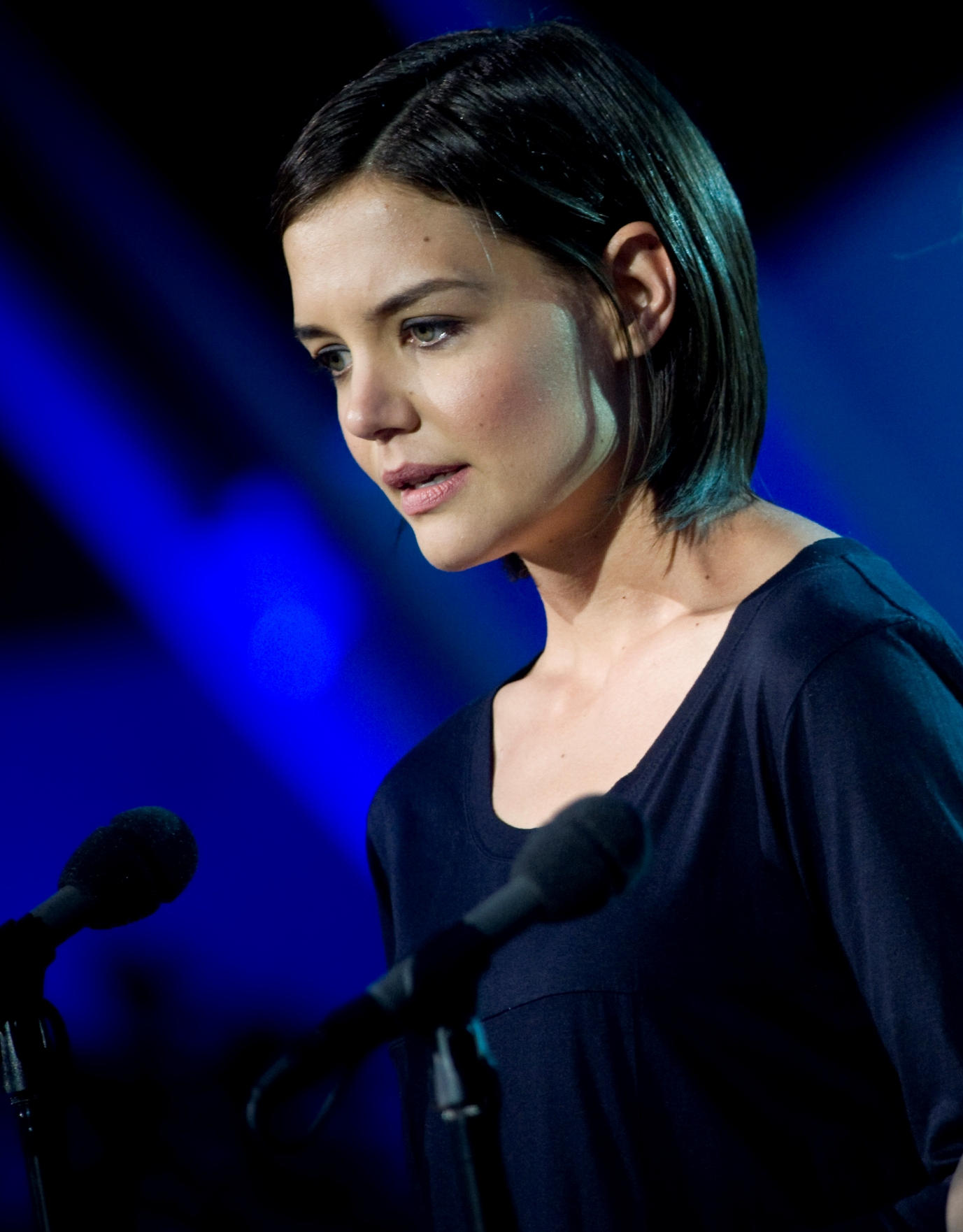
Katie Holmes en el concierto del Día Nacional de los Caídos en Washington D. C., el 24 de mayo de 2009.

First Daughter ("Una hija diferente" o "Travesuras de una princesa") es una película estadounidense, dirigida por Forest Whitaker en 2004, y protagonizada por Katie Holmes, Michael Keaton, Lela Rochon, Marc Blucas, Margaret Colin y Michael Milhoan.
El actor y director Forest Whitaker (Siempre queda el amor) que se adentra en el terreno de las comedias juveniles, cuenta con Katie Holmes, muy conocida por la serie de televisión Dawson crece, en el papel principal.

## Sinopsis
Samantha McKenzie (Katie Holmes) tiene 18 años y está a punto de ingresar en la universidad. Como cualquier joven de su edad quiere disfrutar de la experiencia lejos de casa y de sus padres. Pero Samantha no es como las demás chicas porque su casa, es la Casa Blanca y su padre (Michael Keaton) no es cualquier padre, sino el presidente de los Estados Unidos. Además, quiere asistir a las clases sin los agentes secretos y guardaespaldas que la siguen constantemente vaya donde vaya. Para hacerla feliz y protegerla al mismo tiempo, se encarga a un joven agente del Servicio Secreto que se pase por estudiante para disimular su presencia. James Lansome (Marc Blucas) se convierte así en el consejero de estudiantes de la residencia de Samantha y poco a poco los dos jóvenes van entablando amistad hasta que acaban por enamorarse. Pero cuando intentan secuestrar a Sam, James la salva y es ahí cuando Sam se da cuenta de que James es un agente secreto. Sam le trata de dar celos pero termina decepcionando a su padre. Al final vuelven a encontrarse, y Sam regresa a la Universidad.

## Reparto
- Katie Holmes: Samantha MacKenzie
- Marc Blucas: James Lansome
- Amerie: Mia Thompson
- Michael Keaton: el presidente de Estados Unidos John MacKenzie
- Margaret Colin: la primera dama Melanie MacKenzie